# Гардея (гміна)
Гміна Гардея (пол. Gmina Gardeja) — сільська гміна у північній Польщі. Належить до Квідзинського повіту Поморського воєводства.
Станом на 31 грудня 2011 у гміні проживало 8511 осіб.

## Територія
Згідно з даними за 2007 рік площа гміни становила 192.98 км², у тому числі:
- орні землі: 70.00%
- ліси: 18.00%

Таким чином, площа гміни становить 23.12% площі повіту.

## Населення
Станом на 31 грудня 2011:
| Опис     | Загалом | Загалом | Чоловіки | Чоловіки | Жінки | Жінки |
| -------- | ------- | ------- | -------- | -------- | ----- | ----- |
| одиниця  | осіб    | %       | осіб     | %        | осіб  | %     |
| все      | 8511    | 100     | 4335     | 50.93    | 4176  | 49.07 |
| міське   | 0       | 100     | 0        |          | 0     |       |
| сільське | 8511    | 100     | 4335     | 50.93    | 4176  | 49.07 |

## Сусідні гміни
Гміна Гардея межує з такими гмінами: Домброва-Хелмінська, Квідзин, Квідзин, Кіселіце, Прабути, Рогужно, Садлінкі.